# Fosforoskop

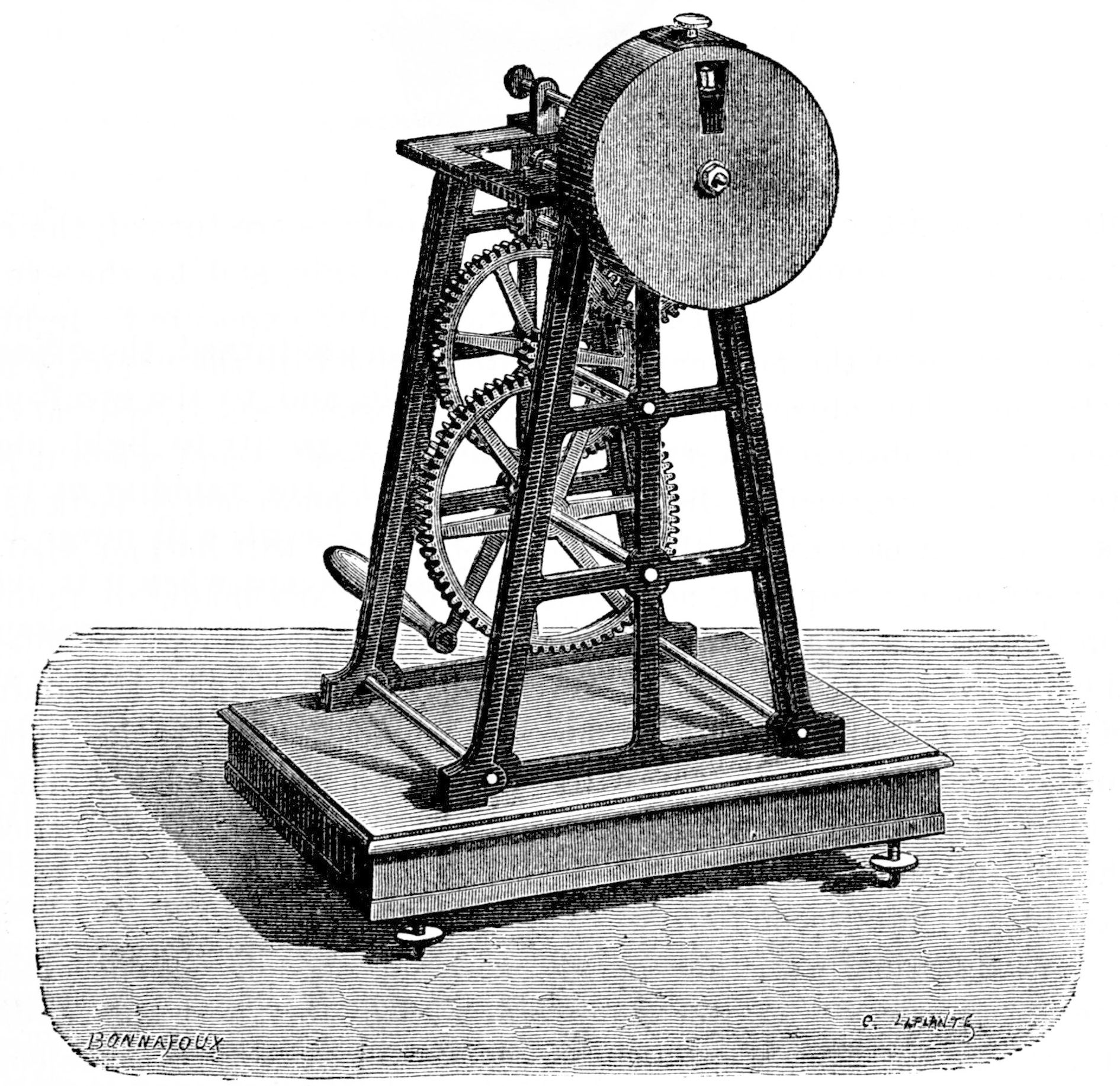
Becquerels fosforoskop (1873-1874)

Ett fosforoskop är en experimentutrustning som utvecklades 1857 av fysikern Antoine Henri Becquerel för att mäta hur lång tid det tar för ett fosforescent material att sluta lysa efter att det exciterats.
Det består av två roterande skivor med hål i. På båda skivorna är hålen placerade på samma avstånd från centrum på linjer med lika vinklar emellan, men hålen på skivorna ligger inte mitt emot varandra. Ett prov av det fluorescenta material som skall undersökas placeras mellan skivorna. Ljus som kommer in genom ett hål på den ena skivan exciterar materialet som sedan sänder ut ljus under en kort tid, vilket observeras genom hålen på den andra skivan. Genom att ändra skivornas rotationshastighet kan man bestämma hur lång tid materialet lyser efter excitationen.